# Steganthera chimbuensis
Steganthera chimbuensis är en tvåhjärtbladig växtart som beskrevs av W.R. Philipson. Steganthera chimbuensis ingår i släktet Steganthera och familjen Monimiaceae. Inga underarter finns listade i Catalogue of Life.